# 风流绝畅

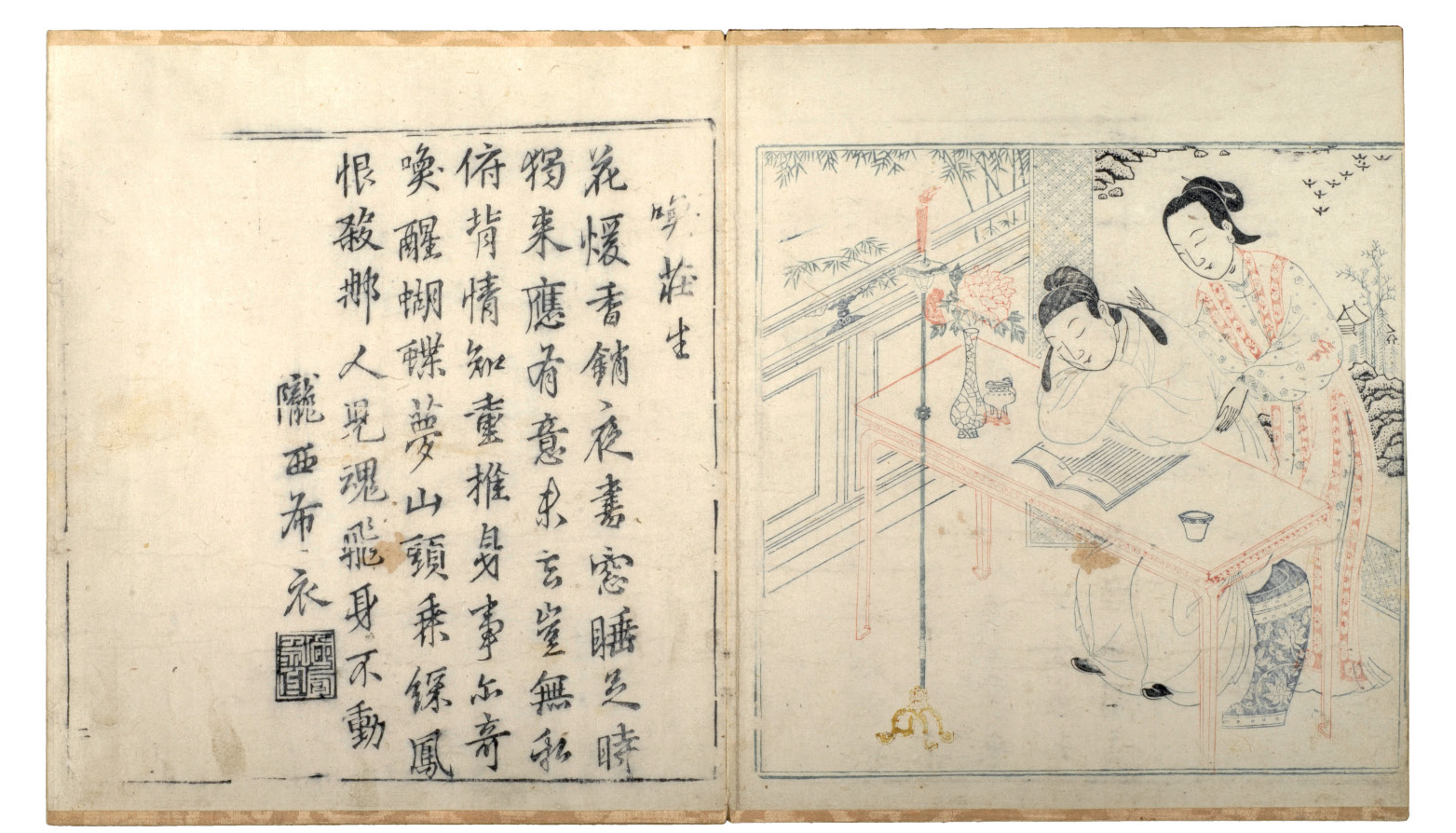
第七圖《喚莊生》

《风流绝畅》为明代春宫画册，成书于1606年，包含二十四幅版画，以黑、蓝、红、绿、黄五色印成，每幅图配诗词一首。版画由安徽歙县版画艺人黄一明所镌。根据东海病鹤居士题辞，这套画册是临摹唐寅的《竞春图卷》。
《风流绝畅》等明代画册传入日本后影响了日本的浮世绘版画艺术。